# ماراثون القراءة
ماراثون القراءة هو برنامج سنوي يضعه قسم اللغة الإنجليزية بجامعة كاليفورنيا في لوس انجلوس، حيث يقوم مجموعة من الطلاب واعضاء هيئة التدريس واعضاء المجتمع والخريجين وغالبا" ما يقرأ المشاهير رواية أو اثنتين بصوت عال دون توقف لمدة 24 ساعة.
تستضيف جامعة تكساس التقنية أيضا" قراءة ماراثونية سنوية، ينسقها الدكتور ريتش رايس أستاذ مساعد للغة الإنجليزية ومؤسسات التعليم العالي التي وضعت قي قراءات الماراثون السنوية تشمل: كلية جيمس ماديسون في جامعة ولاية ميشيغان، جامعة ولاية كليفلاد، جامعة ولاية جراند فالي، بالإضافة إلى شهادة الدكتوراه في جامعة ولاية بول رايس.
يستضيف متحف بيدفورد ويلينج الجديد في ماساتشوستس قراءة غير متوقفة بصوت عال ل موبي ديك، رواية هيرمان ميلفيل التي تقام كل كانون الثاني منذ عام 1995 ويصادف هذا الحدث الذكرى السنوية لرحيل ميفيل عام 1841 من ميناء بيدفورد وفيرهافن خارج سفينة الحيتان اكوشنت. شهد المئات ما يقارب 25 ساعة من احداث الوسائط المتعددة التي تم بثها مباشرة على الإنترنت.

## روابط خارجية
- http://marathon.english.ucla.edu
- http://faculty.gvsu.edu/patterna/lotr.htm
- https://web.archive.org/web/20060410193216/http://www.csuohio.edu/lotr/dir.html
- http://www.otc.edu
- https://web.archive.org/web/20120115120810/http://www.whalingmuseum.org/prog/marathon.html